# 和歌山工業高等專門學校
和歌山工業高等專門學校（National College of Technology, Wakayama College）

## 簡介
和歌山工業高等專門學校，通常也被称为和歌山高专、和高专、域坊高专等，进行针对中学入学者进行为期五年教育的高等教育机关。 
学校现设4个学科，分别为「知能機械工学科（A組）」、「電氣情報工学科（B組）」、「物質工学科（C組）」、「環境都市工学科（D組）」。

## 教育組織

### 本科（副學士課程）
畢業後授予「准學士」學位，相當於副學士。
- 知能機械工学科(A組)
- 電氣情報工学科(B組)
- 物質工学科(C組)
- 環境都市工学科(D組)[2]

### 專攻科 （學士課程）
修完专攻科者，通过审查，即可获得学士学位（与大学的学士学位同等）。
- 機械電氣工学専攻(M組)
- 生態系統工学専攻(E組)[3]

## 外部連結
- 和歌山工業高等専門学校（页面存档备份，存于）

33°50′1.4″N 135°38′38.9″E / 33.833722°N 135.644139°E